# Еквадор на Светском првенству у атлетици у дворани 2016.
Еквадор је учествовао на Светском првенству у атлетици у дворани 2016. одржаном у Портланду од 17. до 20. марта. Репрезентацију Еквадора је, који је четири пута учествовао на светским првенствима, представљала једна такмичарка која се такмичила у трци на 60 метара.,
Такмичарка Еквадора није освојила ниједну медаљу али је оборила национални и лични рекорд.

## Учесници
Жене:
- Анхела Тенорио — 60 м

## Резултати

### Жене
| Атлетичарка    | Дисциплина | Лични рекорд | Квалификације | Квалификације | Полуфинале | Полуфинале | Финале                | Финале       | Детаљи |
| Атлетичарка    | Дисциплина | Лични рекорд | Резултат      | Место         | Резултат   | Место      | Резултат              | Место        | Детаљи |
| -------------- | ---------- | ------------ | ------------- | ------------- | ---------- | ---------- | --------------------- | ------------ | ------ |
| Анхела Тенорио | 60 м       | 7,23         | 7,24 КВ       | 3. у гр. 5    | 7,21 НР    | 5. у гр. 3 | Није се квалификовала | 12 / 44 (45) |        |